# Édouard-Marie Amelot
Pour les articles homonymes, voir Amelot.
Édouard-Marie Amelot (Lorient, 8 décembre 1852-Lorient, 31 août 1926), est un officier de marine français.

## Biographie
Il entre à l'École navale en octobre 1869 et en sort aspirant de 2e classe en août 1871. Aspirant de 2e classe en octobre 1872, il sert sur la corvette Du Chayla. Enseigne de vaisseau (août 1875) sur la Gazelle (1876) et est nommé lieutenant de vaisseau en février 1881. 
En 1883, il devient élève de l’École de canonnage (Toulon) et est affecté en 1886 sur le cuirassé Richelieu. Il commande en 1889 l'Isère et est promu capitaine de frégate en octobre 1894. 
Second du cuirassé Amiral Tréhouart (1895), il est nommé chef d'état-major d'une division de l'escadre de réserve de Méditerranée sur le Friedland (1897) puis sur l'Amiral Duperré (1898). Commandant du croiseur Nielly, il fait campagne dans l'océan Indien de 1899 à 1901 puis, devenu capitaine de vaisseau en janvier 1902, commande les croiseurs Tage et Dupleix à la division de l'Atlantique Nord (1902-1904) avant de commander les défenses sous-marines de Brest (1905). 
Chargé de suivre les travaux d’achèvement du croiseur cuirassé Jules Michelet (1906), il en devient le commandant dans l'escadre de Méditerranée et intervient en Crète en 1909 pour la protection des intérêts français. 
Contre-amiral (janvier 1910), commandant de la division navale de Tunisie (1911), il est promu major de la marine à Lorient en 1913. Commandeur de la Légion d'honneur (11 juillet 1913), vice-amiral, préfet maritime de Rochefort (avril 1914) puis directeur militaire des services de la flotte (1915), il prend sa retraite en mars 1916.

## Distinctions
- Commandeur de la Légion d'honneur (10 juillet 1913)[1]